# Jindo (huyện)
Jindo (Jindo-gun, âm Hán Việt: Trân Đảo quận) là một huyện của tỉnh Jeolla Nam, Hàn Quốc. Huyện này có diện tích 420,32 km², dân số năm 2001 là 42.229 người.